# Jodid antimonitý
Jodid antimonitý je anorganická sloučenina se vzorcem SbI3. Tato rubínově červená krystalická látka je popsána pouze jako dimerní forma tj. jediná izolovaná sloučenina s obecným vzorcem SbxIy.
Antimon je v něm obsažen v oxidačním stavu III+.

## Struktura
Jodid antimonitý má strukturu závisející na skupenství; plynný SbI3 vytváří pyramidální molekuly, jak bylo očekáváno v teorii VSEPR. V pevném skupenství je ovšem Sb centrum obklopeno osmistěnem tvořeným šesti jodidovými ligandy, tři z nich jsou blíže a zbylé tři vzdálenější.U podobného jodidu bismutitého je všech šest vazeb Bi–I stejně dlouhých.

## Výroba
Jodid antimonitý se může vyrobit dvěma způsoby; oxidací elementárního antimonu jodem:
2 Sb + 3 I2 → Sb2I6
nebo reakcí oxidu antimonitého s kyselinou jodovodíkovou:
Sb2O3 + 6 HI → Sb2I6 + 3 H2O.

## Použití
SbI3 byl používán jako dopant v přípravě termoelektrických materiálů.